# إيهاب ناصر
إيهاب ناصر هو لاعب كرة قدم عراقي يلعب في مركز الوسط ولد يوم 11 يناير 1997، يلعب حالياً مع نادي القوة الجوية العراقي ويلعب مع منتخب العراق الأولمبي.